# Brya ebenus

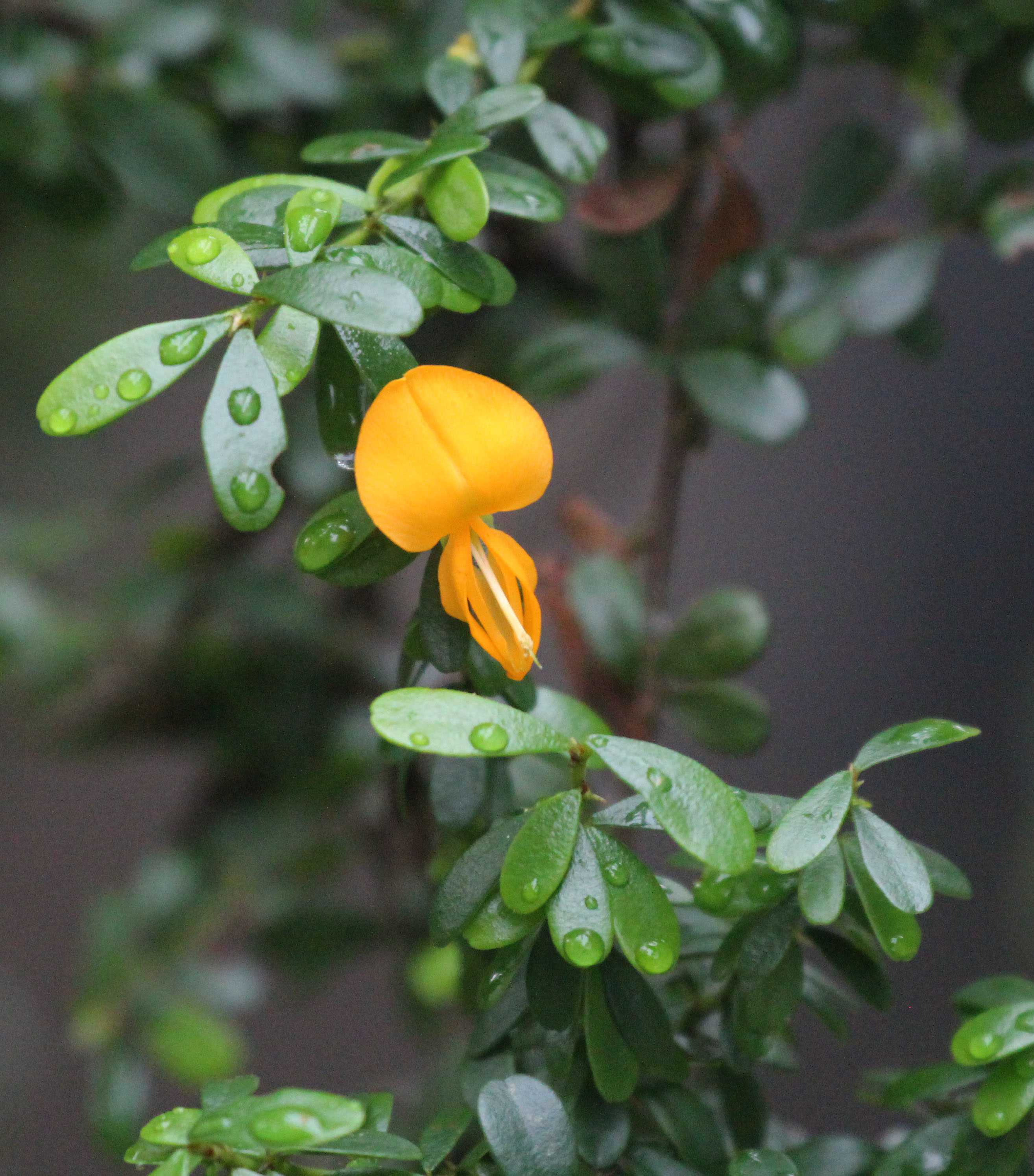
Blüte und Blätter

Brya ebenus ist eine Pflanzenart in der Familie der Hülsenfrüchtler aus der Unterfamilie der Schmetterlingsblütler aus Kuba.

## Beschreibung
Brya ebenus wächst als halbimmergrüner, dorniger, kleiner Baum bis etwa 8 Meter hoch. Der Stammdurchmesser erreicht bis zu 20 Zentimeter.
Die büschelig angeordneten und fast sitzenden Laubblätter sind (unpaarig) gefiedert, mit bis zu 3 Blättchen. Die festledrigen, ganzrandigen und verkehrt-eiförmigen, spatelförmigen Blättchen sind abgerundet bis eingebuchtet mit keilförmiger Basis. Die Blätter sind oberseits kahl, glänzenden und unterseits fein behaart. Es sind spitze Nebenblätter vorhanden.
Die Blüten erscheinen achselständig in kurzen, zweiblütigen Blütenständen. Die kleinen, duftenden und gestielten, typischen Schmetterlingsblüten sind orange-gelb. Der Kelch ist leicht behaart. Die 10 Staubblätter sind einbrüderig verwachsen. Der Fruchtknoten ist behaart.
Es werden borstige, kleine und ein- bis zweisamige, flache, rundliche bis verkehrt-eiförmige, nicht öffnende Hülsenfrüchte (Gliederhülse; mit meist einem abortiven Glied), mit beständigem Kelch gebildet.

## Verwendung
Das sehr harte und sehr schwere Holz, Eisenholz, wird gerne für Musikinstrumente, wie Flöten, oder zum Drechseln sowie für Intarsien verwendet. Es ist bekannt als Cocus, Cocos Wood, Cocuswood, Torchwood oder American, Jamaican Ebony auch Grenadill- oder Kokosholz sowie Ebenholz.
Die Zweige wurden als Reitgerten oder als Peitschen für Sklaven verwendet.